# Euxootera trimaculata
Euxootera trimaculata är en fjärilsart som beskrevs av François Louis Nompar de Caumont de Laporte 1984. Euxootera trimaculata ingår i släktet Euxootera och familjen nattflyn. Inga underarter finns listade i Catalogue of Life.